# Søslaget ved Jasmund (1715)
 Der er for få eller ingen kildehenvisninger i denne artikel, hvilket er et problem. Du kan hjælpe ved at angive troværdige kilder til de påstande, som fremføres i artiklen.

 Søslaget ved Jasmund (8. august 1715) var et søslag i Den Store Nordiske Krig ud for øen Rügen mellem den svenske og den danske flåde. Den svenske flåde var ledet af admiral Claes Sparre (sv) (1673-1733) og den danske af admiral Peter Raben (de) (1661-1727). Slaget var et strategisk opgør om kontrollen over forbindelsen mellem Sverige og Svensk Forpommern. Ingen skibe gik tabt under søslaget, men på den danske side var 127 døde og 485 sårede mod 145 døde og 333 sårede på den svenske side.

## Baggrunden
I 1712 havde danskerne spærret indløbene til Stralsund over Greifswalder Bodden efter søslaget i Greifswalder Bodden og taget kontrol over farvandet omkring Rügen, men Magnus Stenbock og hans svenske hær ødelagde de danske, preussiske og sachsiske styrkers planer om at erobre Stralsund med Rügen. I 1714 lykkedes det svenskerne to gange at bryde igennem afspærringerne og forsyne de svenske styrker med hårdt tiltrængte forsyninger. Strid mellem Danmark-Norge og Rusland førte desuden til at krigen var gået i stå til fordel for svenskerne.
.
Den allierede hær som belejrede Stralsund i 1715 var stridskræfter fra Preussen, Sachsen og Danmark. Preussen havde i alliancen føringsrollen i operationerne på landjorden. Danskerne havde på grund af deres stærke krigsflåde kommandoen over søstridskræfterne. De tre delhære blev altid fra de forskellige kommandanter ført i overensstemmelse med de andre allierede.
Den 22. november 1714 kom Karl 12. af Sverige til Stralsund. Da nyheden blev kendt i København, blev det kongelige hof chokeret. Bedre blev det ikke da man forstod at Karl XII slet ikke ville over til Sverige, men blive i Stralsund for at holde stand og desuden tage en offensiv rolle under krigen mod de allierede. Det betød at et angreb mod den danske sydgrænse gennem de nordtyske områder fra Svensk Forpommern i 1600-tallet kunne blive en mulighed, og derfor måtte Rügen med Stralsund tages for at eliminere truslen. Første skridt var at genrejse sø-blokaden ved at udsende Østersøeskadren allerede i januar 1715 under viceadmiral Christian Carl Gabel. Stralsund blev samtidig sat under observation af de allierede hære i nærheden.
Karl XII gav ordre til viceadmiral Wachtmeister om at sejle mod vest for at finde og ødelægge en russisk sø-styrke og eventuelt forene sig med Gøteborgseskadren, men denne ordre førte til Søslaget ved Fehmern i april 1715, hvor hele eskadren blev udslettet. I eftertiden kom der flere dårlige nyheder, på den diplomatiske front have Karl XII demonstreret en stærk modvilje mod fred eller våbenstilstand. Den 2. maj 1715 sluttede Hannover sig til Danmark-Norge og Storbritannien som på sin side var træt af den stridbare svenske holdning. Den 17. maj sluttede Preussen sig til de allierede mod Sverige, som nu var omringet af fjender ved alle sine grænser.
Stralsund var næsten uindtagelig, så de alliererede planlagde at blokere byen sammen med Rügen fra svenske skibe gennem det danske-norske søherredømme med orlogsflåden. Admiral Raben skulle derefter blokere Rügen, mens viceadmiral Sehested skulle kontrollere indløbene til Greifswalder Bodden med lavtvands-gående krigsskibe. Desuden planlagde danskerne en landgangsoperation ved brug af egne styrker og at gøre et stort antal mindre transportfartøjer klar til en overgang til Rügen.
Gabel gik efter sejren under Søslaget ved Femern til Kattegat for at blokere den svenske Gøteborgseskadre med en styrke på fem linjeskibe og en fregat i maj 1715 og var der indtil begyndelsen af juli da han fik meldinger om at svenskerne havde aftaklet (fjerne sejl og tovværk fra et skib) deres skibe og sendt deres besætninger til Karlskrona. I juni sluttede Peter Wessel sig til Gabel ombord på sine nye fregat, Hvide Ørn med 30 kanoner. Så kom ordren fra København om at slutte sig til hoved-flåden ved Bornholm. Gabel blev senere syg så eskadren fortsatte uden ham.
Den 15. juli havde admiral Raben 15 orlogsskibe i sin flåde, men dagen efter fik han oplysninger om at 22 fjendtlige orlogsskibe i Karlskrona havde fået ordre til at opsøge den danske orlogsflåde ved Jasmund på Rügen. Sehested var allerede undervejs så Raben måtte den 17. og 18. juli 1715 eskortere Sehested med 15 større skibe og flere mindre fartøjer til Neues Tief ved øen Ruden øst for Rügen. Efter at der kom underretninger om at der var set en stor svensk flåde ved Bornholm, stak Raben til havs for at undgå at blive fanget i en bugt og han valgte at stole på Sehested-eskadrens evne til at færdes i lavvandede farvande.

## Sehested i knibe
Raben med sine 16 orlogsskibe anså ikke sig stærk nok mod den svenske flåde på 20 til 21 orlogsskibe og derefter holdt frem nordover langs Rügens østkyst i sigte for svenskerne. Begge var i linjeformation og det kunne have kommet til et søslag, men Sparre havde fået ordre om at kun engagere efter Karl den tolvtes befaling og desuden at nå Stralsund først så svenskerne gik ikke til angreb. Så snart Raben var kommet nordøst for Jasmund på Rügen styrede han mod Møn mens Sparre stoppede forfølgelsen og vendte om til Prorer Wiek på østkysten af Rügen.
Sehesteds eskadre bliver efterladt til sig selv mellem øen Ruden og Usedom ved Osttief indløbet hvor Karl XII havde anbragt batterier på øen Ruden, ved Nordperd (Rügens østligste punkt) og på nordspidsen af Usedom. Sparre sendte 5 linjeskibe mod Osttief. "Slaget ved Usedom" varede i elleve farefulde dage hvor svenskerne havde indfanget Sehesteds eskadre som bestod af pramme bestykket med kanoner, mindre orlogsskibe og grundgående fartøjer på tre kanter. Gang på gang sejlede de fem linjeskibe ind, beskyttede Sehesteds skib og trak sig væk. Farvandet var ikke dybt nok de svenske linjeskibe som var under ledelse af Karl XII ombord på Öland
Sehested, som havde fået kendskab til det aktuelle farvand, kunne bringe de mere sårbare skibe, inkludere Ditsmarsken(46), i sikkerhed udenfor skudhold fra både batterier, den svenske Stralsund-eskadre og de fem linjeskibe under Karl XII. Men stillingen var uholdbar. De var omringet og kunne ikke undslippe. Det skete mens de preussiske troppe invaderede Usedom og derfra indtog de øen Ruden hvor de fik batteriet neutraliseret den 29. juli 1715. Det lykkedes Sehested at få beskyttelse hos preusserne som kort efter indtog byen Wolgast.

## Optrapningen
Efter at have nået Møn krydser admiral Raben sydøst for Stevns hvor han venter på forstærkning fra København og samtidig vil afvente situationen ved Rügen fra et gunstigt udgangspunkt. Den 4. august 1715 kom forstærkningen i form af fem linjeskibe og flere mindre fartøjer så Raben kunne nu gøre sig klar til søslaget.
I mellemtiden sendte han sine fregatter ud for at foretage rekognosceringer blandt dem Hvide Ørn(30) under Peter Wessel. Om morgenen den 8. august 1715 forfulgte Wessel en svensk båd og en jolle og opdagede den svenske flådes ankerplads for derefter at stikke af inden svenskerne nåede at reagere.
Raben fik melding om den svenske flådes position og de tilfangetagende svenskere var med på at oplyse dem om flådens størrelse og tilstand. Derefter satte han sejl på flagskibet og tog østover mod Rügens nordspids sammen med den dansk-norske flåden på 26 krigsskibe. Sparre fik meldinger fra sine rekognosceringsfartøjer om at den dansk-norske flåde nærmede sig ved brød straks op.

## Søslaget
Den 8. august 1715 ved tolvtiden satte Sparre med 21 linjeskip kursen mod nord-nordøst under en nordvestlig frisk kuling. Raben var klar over behovet for at få en gunstig vindposition (lovart), nærmede sig den nordøstlige kyst af Rügen for at forhindre Sparre fra at komme i lovart i en sydvestlig kurs østfra. Så da Sparre var kommet helt op til Rabens flåde, manøvrede Raben om på en vending sådan at man kunne nå at sejle på en parallel kurs med svenskerne i nordøstlige kurs. Danskerne med Raben i spidsen havde vundet kampen om lovart og kunne nå engagere svenskerne ved kl. 14 om eftermiddagen.
Kampene var til tider ført på korte afstande med destruktive bombardementer fra begge sider som forårsagede store ødelæggelse specielt på den svenske side som oplevede koncentreret ild på deres admiralskibe under Sparre, Henck og Lillie. Flagskibet Göta Lejon(92) fik hele 40 grundskud på og under vandlinjen og over 60 var dræbt eller såret. Lillie og Henck faldt på deres post. Den svenske ild var til gengæld kraftig på den danske fortrop, hvor viceadmiral Jost Juel bliver dræbt på Justitia (90).
Efterhånden måtte to svenske linjeskibe bryde ud af linjen for at blive beskyttet mens linjen bliver tættere igen. Et tredje linjeskib var så sønderskudt at det måtte tages på slæb.
Søslaget fortsætter frem til kl. 20 om aftenen, da havde danskerne og nordmændene klarede at presse Sparre i en østlig kurs væk fra den vestlige del af Østersøen og Rügen så svenskerne måtte krydse mod vinden tilbage. Sparre måtte erkende at han blev manøvreret væk fra sit operationsområde uden mulighed for at vende tilbage og derfor havde ikke andet valg end at sejle mod Karlskrona forbi Bornholm.
Ved mørkets fald satte Raben sine fregatter efter svenskerne for at holde øje holdt et øje med dem og en af fregatterne, Hvide Ørn under kaptajn Peter Wessel opdagede to svenske linjeskibe med halvt ødelagte rejsninger og mange grundskud.

## Følgerne
Raben blev ikke slået. Søslaget var et strategisk opgør som faldt ud til den danske-norske orlogsflådes favør. Raben tog derefter vestover for at eskortere transportflåden på 175 fartøjer fra Grønsund i Danmark til Pommern hvor Sehested havde anlagt en base for transportflåden som nåede frem den 9. september efter en sejlads siden den 27. august 1715.
Den 13. september begyndte træfningen ved Westtief. Efter to dage sluttet denne med at Sehested igen fik kontrol over Greifswalden Bodden havet. Den 1. oktober kunne Sehested fuldføre arbejdet, og belejringen af Stralsund kunne begynder i nær fremtid i stedet for bare at afspærre byen fra resten af landet. Rügen faldt under allieret kontrol i november 1715. Kort tid efter faldt Stralsund også og Karl XII. trak sig slået tilbage til Sverige.
- Karl 12. af Sverige
- Frederik 4. af Danmark og Norge
- Feltmarskal Magnus Stenbock
- Kaptajn Peter Wessel Tordenskiold
- Viceadmiral Just Juel
- Model af Enigheten. Det svenske linjeskib deltog i søslaget ved Jasmund